# Thagria luteifascia
Thagria luteifascia är en insektsart som beskrevs av Walker 1870. Thagria luteifascia ingår i släktet Thagria och familjen dvärgstritar. Inga underarter finns listade i Catalogue of Life.